# Ère Genki
Pour les articles homonymes, voir Genki (homonymie).
L'ère Genki (元亀) est une des ères du Japon (年号, nengō, lit. « nom de l'année ») après l'ère Eiroku et avant l'ère Tenshō. Cette ère couvre la période allant du mois d'avril 1570 au mois de juillet 1573. L'empereur régnant est Ōgimachi-tennō (正親町天皇).

## Changement d'ère
- Genki gannen (元亀元年?) 1570 : le nom de l'ère est changé à cause de plusieurs guerres. L'ère précédente se termine et la nouvelle commence en Eiroku 13, le 23e jour du 4e mois.

## Événements de l'ère Genki
- 1570 (Genki 1, 6e mois) : les forces combinées du clan Azai, mené par Azai Nagamasa et le clan Asakura mené par Asakura Yoshikage, affronte les forces d'Oda Nobunaga dans un lit de rivière peu profond, rencontre connue sous le nom de bataille d'Anegawa. Tokugawa Ieyasu est à la tête de forces qui viennent à l'aide de l'armée d'Oda et celui-ci proclame sa victoire[3].
- 1571 (Genki 2, 9e mois) : Nobunaga s'engage dans la province d'Ōmi à la tête de son armée qui encercle le mont Hiei. Il massacre les prêtres et tous ceux qui sont associés aux temples de la montagne et il ordonne que soient brûlées toutes les structures présentes sur la montagne[4].
- 1572 (Genki 3, 12e mois) : Takeda Shingen, le daimyo de la province de Kai mène son armée dans la province de Totomi où il affronte les forces de Tokugawa Ieyasu à la bataille de Mikata-Ga-Hara[5].
- 1573 (Genki 4, 2e mois) : Yoshinaka commence à fortifier le château de Nijō et il envoie des messages à Azai Nagamasa, Asakura Yoshikage et Takeda Shingen, annonçant son intention d'affronter Nobunaga[6].

| Genki     | 1re  | 2e   | 3e   | 4e   |
| Grégorien | 1570 | 1571 | 1572 | 1573 |